# Drepaninae
Drepaninae es la subfamilia más grande de polillas de la familia Drepanidae. Esta subfamilia es usualmente dividida en dos  tribus Drepanini y Oretini, pero su sistemática y filogenia aún no están bien resueltas.

## Géneros

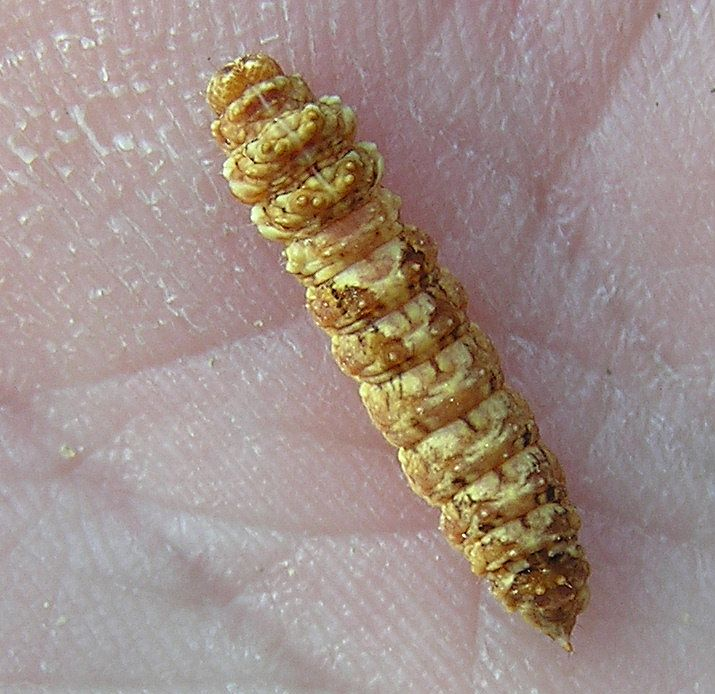
Falcaria lacertinaria, larva

- Agnidra - Albara - Ametroptila - Archidrepana - Argodrepana - Astatochroa - Ausaris - Auzata - Auzatellodes - Callicilix - Canucha - Cilix - Crocinis - Cyclura - Deroca - Didymana - Dipriodonta - Ditrigona - Drapetodes - Drepana - Ectothyris - Epicampoptera - Eudeilinia - Euphalacra - Falcaria - Gogana - Gonoreta - Gonoretodes - Hemiphruda - Hyalospectra - Hyalostola - Isospidia - Kosemponiola - Leucoblepsis - Liocrops - Macrauzata - Macrocilix - Microblepsis - Monoprista - Negera - Neophalacra - Nidara - Nordstromia - Oretopsis - Paralbara - Phalacra - Phyllopteryx - Problepsidis - Pseudalbara - Pseudemodesa - Pseuderosia - Sabra - Spectroreta - Spidia - Strepsigonia - Streptoperas - Teldenia - Thymistada - Thymistadopsis - Tridrepana - Trotothyris - Uranometra - Urogonodes - Zusidava